# Carlo Crivelli

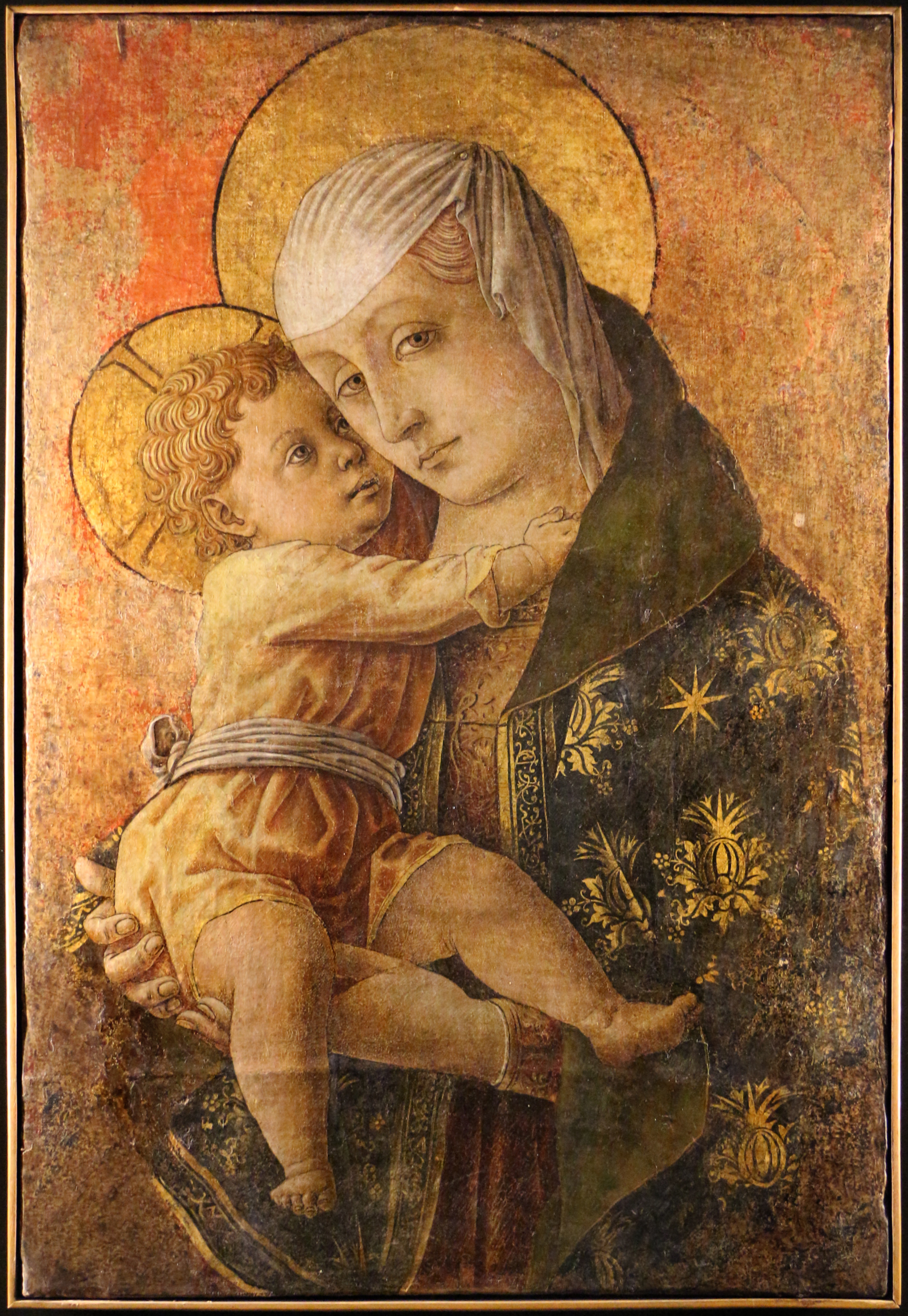
Carlo Crivelli egyik festménye

Carlo Crivelli (Velence, 1435 k. – Marche, 1495 k.) olasz reneszánsz festő.

## Élete
Crivelli életéről kevés az adat. Valószínűleg Jacopo Crivelli festő fia volt. 1457-ben Velencében börtönbe került, majd elhagyta a köztársaságot, és Marche tartományban működött. 1478-ban Ascoliban telepedett le. 1490-ben Ferdinando capuai herceg lovaggá ütötte. A kevés adat miatt iskolázottságát nem ismerjük bizonyosan. Állítólag Vivarini műtermében, talán Rogier van der Weyden egyik katalán követőjénél tanult. Rajtuk kívül még a padovai mesterek hatottak rá. Velencétől korán elszakadva, nem követte az ottani quattrocento útját, amelyet Messina és Gentile Bellini neve fémjelzett, festészete inkább a gótikus hagyományban gyökerezett. Szerette a dekoratív rajzot, a részletek szinte ötvösi aprólékosságát. Az anyag festőiségének keresése a korai flamandokkal rokon vonás. A festés technikájában nagyfokú jártasságra tett szert, képei ma is igen jó állapotban vannak, szinte élnek.  

### Életrajzi kutatási eredmények
Dr. Gustav Ludwig csak nemrégiben hozott napfényre egy adatot, amely szerint Crivellit 1457-ben börtönre és pénzbüntetésre ítélte a it:Ouarantia criminale (köztársasági büntető törvényszék) házasságtörés miatt, amelyet Tarsiával, a távol járt Francesco Cortese matróz feleségével követett el. Valószínű, hogy büntetésének letöltése után a megcsalt matróz bosszúja elől menekült, s nyilván ez a motívuma annak, hogy Velencét kerülte. Crivellinek mintegy ötven műve közül, amelyek néhánya együvé tartozott, most azonban különválasztva szerepel, tizenhárom évszámmal van ellátva.

## Művei
Az Esztergomi Keresztény Múzeumban található, A három koldulórendi szerzetest – két ferences szentet, valamint a domonkos rendnek a ferencesek által is tisztelt névadó szentjét – ábrázoló három kis kép különleges élmény. A fabrianói San Francesco-templom egykori oltárpredellájának töredéke. Az oltár többi darabja is ismert: a főkép (Mária koronázása) és a lunetta (Pietà) a milánói Brera képtár tulajdona, a predella egykori közepét elfoglaló Áldó Krisztust és egy Szent Onofriust ábrázoló töredéket a római Angyalvár őrzi, két, egyenként három szentet ábrázoló darab pedig a párizsi Jacquemart-André múzeumba került. A főtáblán olvasható felirat szerint az oltár Carlo Crivelli 1493-as – tehát utolsó, dátum szerint ismert – műve. A botrányt követően élete végéig Zárában Dalmáciában és a Marche-vidéken festette rendkívüli műgonddal kivitelezett képeit, rafináltan dekoratív, száraz stílusát gyakran szelíd iróniával fűszerezve. Képeit konzervatív ízlésű megrendelői igényeihez igazította, de kortársainak vívmányaira is figyelt: az alakok itt például egy illuzionisztikusan megfestett reneszánsz architektúra terében jelennek meg.